# Urząd Lieberose/Oberspreewald
Urząd Lieberose/Oberspreewald (niem. Amt Lieberose/Oberspreewald, dolnołuż. Amt Luboraz/Górne Błota) – urząd w Niemczech, leżący w kraju związkowym Brandenburgia, w powiecie Dahme-Spreewald. Siedziba urzędu znajduje się w gminie Straupitz (Spreewald).
W skład urzędu wchodzi osiem gmin:
1. Alt Zauche-Wußwerk
2. Byhleguhre-Byhlen (dolnołuż. Běła Góra-Bělin)
3. Jamlitz
4. Lieberose
5. Neu Zauche (dolnołuż. Nowa Niwa)
6. Schwielochsee
7. Spreewaldheide (dolnołuż. Błośańska Góla)
8. Straupitz (Spreewald) (dolnołuż. Tšupc (Błota))